# Tomasz Klimek
Tomasz Klimek (ur. 30 stycznia 1973 w Krakowie) – polski funkcjonariusz cywilnych służb specjalnych w stopniu pułkownika i policjant, od 2006 do 2007 wiceszef, w 2007 p.o. szefa Agencji Bezpieczeństwa Wewnętrznego.

## Życiorys
W 1992 ukończył Liceum Ogólnokształcące w Skawinie. Został absolwentem Wyższej Szkoły Policji w Szczytnie (1996) oraz Wydziału Prawa i Administracji Uniwersytetu Łódzkiego (1999). Od 1996 służył w Wydziałach Kryminalnych Komendy Rejonowej Policji Kraków-Południe i Komendy Miejskiej Policji w Krakowie. Od 2001 do 2003 był rzecznikiem prasowym krakowskiej komendy miejskiej, następnie do 2006 ekspertem w jej Sekcji Prezydialnej. Kilkukrotnie startował w konkursach na stanowiska kierownicze w służbach. 19 października 2006 powołany na wiceszefa Agencji Bezpieczeństwa Wewnętrznego, awansowany w niej na stopień pułkownika. 15 listopada 2007 powierzono mu obowiązki Szefa Agencji Bezpieczeństwa Wewnętrznego po odwołaniu Jerzego Kicińskiego. Sprawował je do 16 listopada tegoż roku, pod koniec tegoż roku utracił fotel zastępcy szefa ABW.
Żonaty, ma dwóch synów.

## Odznaczenia
W 2011 odznaczony Odznaką Honorową imienia gen. Stefana Roweckiego „Grota” jako jedna z pierwszych jedenastu osób.